# Lisan al-Gharbi
Lisan al-Gharbi (en arabe : اللّسان الغربي, al-lisān al-ġharbī) est le nom donné aux langues berbères au Moyen Âge. Le terme signifie littéralement la « langue occidentale », sous entendu celle des Berbères du Maghreb à l'occident du monde musulman et particulièrement celle du Maghreb Al-Aqsa.

## Étymologie
L'expression arabe « Lisan al-Gharbi » signifie « parler occidental », « langue occidentale » ou encore « langue de l'ouest ». Il fait référence aux « ghuraba » d'un hadith prophétique, les « étrangers », dont la racine (composée à partir de la racine arabe trilitère [ĠRB]) est similaire avec le terme « occidentaux ». Les Almohades instrumentalisent ce hadith comme désignant les Berbères, dont les Masmoudas, comme désigné par ce hadith.

## Histoire

### Aire de locution originelle
Les auteurs médiévaux favorables aux Almohades tel Al-Baydaq (en), Ibn Sahib as-Salat ou encore Ibn al-Qattan (en), désignent la langue par laquelle s'expriment les Almohades comme « langue occidentale » (al-lisān al-ġarbī) ; peut-être faut-il la comprendre davantage comme « langue des habitants du Maġrib » et, plus spécifiquement encore, « langue des habitants du Maġrib al-aqṣā ». Une lettre, Rissalat al-fusul, rédigée à Béjaïa sur ordre de ‘Abd al-Mu’min en Rabī‘ I 556 (/janvier 1161) rappelle les fondements de la doctrine almohade et le fait que al-lisān al-ġarbī est la dénomination officielle de cette langue et son caractère sacré.
L'ouvrage Kitāb al-ansāb fī maʿrifat al-aṣḥāb, qui contient notamment une sentence prononcée par Ibn Toumert lorsqu’il se trouvait dans une grotte à Igiliz (en) permet de faire la liaison entre le syntagme arabe et le groupe nominal berbère (bi-l-lisān al-ġarbī ou « en langue occidentale »), qui correspond dans ce contexte à l’expression « en langue berbère ».
Le Lisān al-Gharbī est attestée comme une forme de langue berbère surtout employé dans les plaines atlantiques du Maroc au XIIe siècles. Au-delà de la Tamesna, la région située entre le Bouregreg et le Tensift, ce dialecte devait également être usité plus au nord, jusqu'à la péninsule tingitane, à une date toutefois plus ancienne, la région ayant été largement arabisée dès l'époque idrisside.[réf. à confirmer]
Selon Carles Múrcia, cette langue est une forme médiévale du chleuh. Selon Rachid Agrour, lisan al-gharbi désignait une ou plusieurs langues berbères.

### Réduction de l'aire de locution
Plusieurs raisons expliquent la disparition du Lisān al-Gharbī des plaines atlantiques, au premier rang desquels figurent la défaite des Berghouata face aux Almoravides au XIe siècle, l'infiltration de plusieurs tribus arabes et zénètes dans la région sous les Almohades et les Mérinides, la colonisation portugaise au XVe siècle, plusieurs famines et le déplacement de populations qui en résulta, ainsi que l'urbanisation qui favorisa l'arabe dialectal[source détournée].

### Legs
De nos jours, tandis que le chleuh est le parler berbère ayant le plus fort nombre de locuteurs au Maghreb, plusieurs tribus et fractions tribales d'origine masmouda, néanmoins arabisées à des dates plus ou moins récentes, se retrouvent encore parmi les ensembles tribaux arabophones des plaines atlantiques, soit chez les Doukkala, les Chaouia, les Zaër et les Chiadma.
Le ghomari, parlé au nord du Maroc, pourrait également être un reliquat du Lisān al-Gharbī originel.
L'étude du linguiste Van Den Boogert sur des lexiques du XIe siècle à propos desquels Al Baydaq avait qualifié de rédigé en lisan al-gharbi, démontre une proximité avec le vocabulaire du tachelhit actuel. Toutefois cela résulte probablement d'un biais en l'absence de manuscrit de l'époque mais uniquement de copies datées de la période post-médiévales. Ces copies par des non-berberophones ou par des locuteurs du tachelhit (chleulh) à partir de la fin du XVIe siècle ont abouti à des versions de manuscrit dans un style fondamentalement différent de celui du berbère médiéval et rapprochant le lexique de celui des langues modernes.